# All The Best Cowboys Have Daddy Issues
"All The Best Cowboys Have Daddy Issues" (titulado "Incluso los mejores tienen conflictos generacionales" en España y "Todos los vaqueros tienen problemas con sus padres" en Hispanoamérica) es el undécimo capítulo de la primera temporada de la serie Lost. Tras el secuestro de Charlie y Clarie, los sobrevivientes tratan de encontrarlos, aunque se llevan una gran sorpresa al encontrar algo más. FLASHBACK de Jack Shephard.

## Trama

### Flashbacks
Jack Shephard está operando a una mujer que, tras una hemorragia, entra en paro y, a pesar de sus intentos por revivirla, su padre Christian Shephard (John Terry) lo obliga a detenerse y llamar a la hora de la muerte. Más tarde se revela que en realidad fue la operación de Christian; Jack fue llamado por una enfermera después de que se hizo evidente que su padre estaba realizando la cirugía bajo la influencia del alcohol. Christian intenta encubrir esto haciendo que Jack firme un formulario que detalla la cirugía, y lo convence de omitir su ebriedad en el informe, indicando que el hospital revocará su licencia médica si se menciona el alcohol.
Sin embargo, un breve tiempo después, Jack se entera de que el esposo de la paciente está demandando al hospital. Luego, Jack y Christian asisten a una reunión de la junta para discutir qué salió mal durante la operación. La junta revela que la mujer fallecida estaba embarazada, lo que Jack desconocía. Horrorizado, confiesa a la junta que Christian estuvo bajo los efectos del alcohol durante la cirugía, lo que afectó su accionar y condujo a la cadena de hechos que causaron la muerte de la mujer.

### En la isla
Tras descubrir que Ethan no estaba en la lista de pasajeros del avión, los supervivientes se dan cuenta de que no saben dónde se encuentran Claire y Charlie. Inmediatamente Locke y Jack parten en su búsqueda. No tardan en encontrar pisadas, pero para su sorpresa y angustia son de tres personas y sus peores temores se hacen realidad. Locke regresa para organizar un equipo de búsqueda pero Jack continúa adelante, después se le unen Boone, Kate y Locke.
El grupo ha de dividirse en dos al poco tiempo ya que existen dos indicios que apuntan en direcciones diferentes. Kate y Jack parten por un lado, Boone y Locke por el otro.
Sawyer acude a ver a Sayid y éste le relata su aventura en solitario, incluido el relato de la misteriosa mujer francesa. Aunque parece que Sawyer va a vengarse por lo sucedido entre ambos anteriormente, su intervención se reduce a varias preguntas, que Sayid no sabe contestar.
Pronto resulta que Jack y Kate están siguiendo el rastro correcto cuando encuentran vendajes de los nudillos de Charlie. Cuando comienza a llover, él se adelanta y cree que escucha a Claire gritar. Jack se encuentra con Ethan y éste le amenaza, asegurándole que si no dejan de seguirle, uno de sus rehenes morirá. Ethan golpea a Jack y aprovecha para huir. Jack y Kate desoyen la advertencia y, horrorizados, un poco más adelante hallan el cuerpo inerte de Charlie ahorcado en unos árboles. Jack intenta reanimarlo y lo consigue in extremis. A pesar del shock inicial, y de vuelta en la cueva, Charlie afirma que no recuerda nada y que todo lo que quería su captor era a Claire.
Al otro grupo, Boone y Locke, se les ha echado la noche encima y cuando se están replanteando si regresar o no, descubren algo enterrado en el suelo.